# Нарі (Урмія)
Нарі (перс. ناری) — село в Ірані, входить до складу дехестану Дул у Центральному бахші шахрестану Урмія провінції Західний Азербайджан.